# Elfride Fibiger
Christine Dorothea Michelle Elfride Fibiger, født Müller (født 17. juli 1832 i København, død 2. januar 1911 sammesteds) var en dansk forfatter og filantrop.

## Liv
Fibiger var datter af Johan Michael Andreas Müller (1805-81), toldinspektør i Århus 1847-71, og Charlotte Sophie Thora Meyer (1805-68). Hun blev delvist undervist af sin far, 1844-46 gik hun på Jomfru Foersoms Institut, derefter på Emilie Garrigues Opdragelsesanstalt for unge Piger. Allerede som 14-årig begyndte Fibiger at skrive.
Den 12. august 1856 blev hun gift med Christian Emanuel August Fibiger, hvorefter de flyttede til Silkeborg, hvor han blev distriktslæge, i 1868 flyttede de til Kolding. Parret fik børnene Louise (1859) og Johannes (1867).
Fibiger fungerede som medhjælper for sin mand indtil hans død i 1873 og tilegnede sig i den forbindelse en vis sundhedsfaglig og især sundhedspædagogisk viden, der blandt andet resulterede i bogen Veiledning i Tilberedelse af Mad for Syge og Svage i 1871.

### Forfatterskab
Erfaringen med bogudgivelse kom hende til gode, da hun efter mandens død i 1873 som enke supplerede sin pension ved at skrive. Hun flyttede til København og skrev først om natur og folkeliv i Jylland, blandt andet En gammel Mands Erindringer (1875), Hedens Hemmeligheder (1877) og Sorte Stefan (1879). Den overvejende del af det skønlitterære forfatterskab var dog præget af kvindeskildringer, der placerede sig mellem romantiske kærlighedsromaner, der fremhævede kvindernes plads i hjemmet, og problemromaner med et socialt, filantropisk sigte. Mest kendt blev En Magdalenehistorie fra 1877 om en falden pige fra de lavere klasser som en borgerlig kristen husmoder prøver at omvende. Bogen udkom samme år, som Thora Esche oprettede det første Magdalenehjem, og overskuddet fra salget gik til denne institution.
Kvindelig opofrelse var et centralt tema, blandt andet i Askepot (1880), To Fortællinger (1886) og i Præst og Læge (1890). Fibigers skønlitterære forfatterskab blev i samtiden venligt modtaget, selvom flere bøger dog kritiseredes for at være skitseagtige. Prosaværkerne er ikke blevet stående, men en del blev oversat til tysk, engelsk og russisk. Fra 1882 modtog Fibiger en årlig statsunderstøttelse fra Rigsdagen.
Fibiger kastede sig også ud i mere praktisk betonet arbejde for kvindernes sag. Fire år efter at Danmarks første blad for kvinder under Wilhelmine Zahles redaktion var ophørt at udkomme, udgav Fibiger 1882-84 Tidsskrift for Kvinder i de tre nordiske Riger. Grunden var, som hun skrev, at der manglede et organ om "den Stilling, som Kvinden bør indtage i Samfundet, særlig dog paa det Omraade, hvor hendes Virksomhed har sin største Betydning til Gavn for det Almene, nemlig Hjemmet og Husvæsenet". Tidsskriftet behandlede emner som filantropi, kvinders forhold i ind- og udland, sundheds- og levnedsmiddelproblemer i hjemmene. Desuden optog man litterære bidrag. Men hun havde vanskeligt ved at holde debatten i gang og blev beskyldt for at være politisk tendentiøs. Desuden manglede hun en forenings løbende stof til at udfylde siderne, så da Dansk Kvindesamfund i 1884 overvejede at udgive et blad, tilbød hun dem sit tidsskrift, men forgæves. Da Dansk Kvindesamfund i 1885 begyndte at udgive bladet Kvinden og Samfundet, var hendes tidsskrift holdt op med at udkomme.

### Filantropi
Fibiger sympatiserede med kvindebevægelsens arbejde for kvinders udvikling og dygtiggørelse i samfundet og mente, at kvinder især kunne gøre sig gældende inden for filantropi og pædagogik, men burde afholde sig fra politik. Fra 1895 var Fibiger medlem af Dansk Kvindesamfund, hvor hun udpræget tilhørte højrefløjen. Hun påtog sig også socialpædagogiske opgaver, særlig arbejdet for en forbedret tjenestepigeuddannelse. Med støtte fra flere rigsdagsfolk og fremtrædende medlemmer af Borgerrepræsentationen tog hun i 1882 initiativet til oprettelsen af Københavns Kogeskole, senere kaldet Københavns Uddannelsesskole for Tjenestepiger og vordende Husmødre. Hun var direktrice for skolen med tilhørende hjem, indtil den lukkede i 1889.
Fibiger agiterede flittigt for sin sag i Vore Tjenestefolk (1881), Den ubemidlede Klasses Døtre (1888) og Nutidens Ansvar og Forpligtelser overfor Døttrene af Arbeiderklassen og anden ubemidlet Stand (1889). Det var hendes tanke ikke blot at skabe en fagskole for tyende, men en dannelsesanstalt, der skulle modvirke prostitution og gøre fremtidige arbejderhustruer sædelige og retskafne.
I løbet af 1890’erne rejste hun et alment krav om uddannelse af alle kvinder til hjemmet, hvilket hun i Kvinden fra 1893 så som en samfundssag og et arbejde i fædrelandets tjeneste.
Hun udgav nu flere praktiske håndbøger om huslig uddannelse Haandbog for de smaa Hjem (1892) og Sundhedslære for Hjem og Skole paa Land og i Købstæderne (1894), der begge blev understøttet af Indenrigsministeriet. Bøgerne var skrevet i en klar og koncentreret form og gav anvisninger på den sundhedsmæssigt mest forsvarlige måde at udføre husarbejde og behandle levnedsmidler på. Oplæringen paa Landet i kvindeligt Haandarbejde (1895) fremhævede håndarbejdets karakteropdragende virkning og opfordrede til øget undervisning i hjem og skole heri.
De sidste år skrev hun om personlige oplevelser og standpunkter. 1903-04 besøgte hun sin datter i Grækenland og skrev 1906 Fra en Rejse til Grækenland. I 1904 udkom barne- og ungdomserindringerne Kulturelle og historiske Tidsbilleder, der blev fulgt af erindringer fra ægteskabets tid Fra Provinsen (1939).

## Gengivelser
- Portrætmaleri af Tycho Jessen (1878, Det Nationalhistoriske Museum på Frederiksborg Slot)
- Fotografier af Harald Paetz og Julie Laurberg (1908, begge Det Kongelige Bibliotek)